# Alex Möller

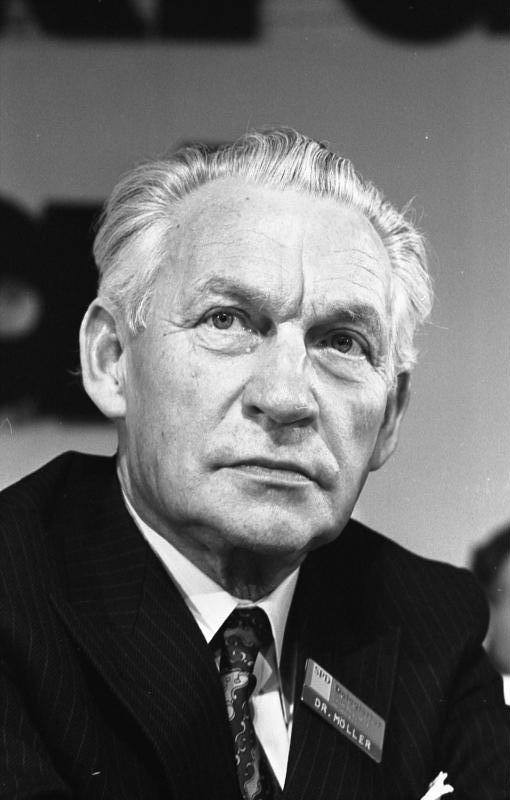
Alex Möller (1973)

Alexander Johann Heinrich Friedrich Möller (* 26. April 1903 in Dortmund; † 2. Oktober 1985 in Karlsruhe) war ein deutscher Politiker (SPD). Er war unter anderem Mitglied des Landtages von Preußen, von Württemberg-Baden und von Baden-Württemberg sowie Vorsitzender des SPD-Landesverbandes Baden-Württemberg und erster sozialdemokratischer Bundesfinanzminister.

## Leben

### Herkunft und beruflicher Werdegang (bis 1945)
Alexander Johann „Alex“ Möller war Sohn des Eisenbahnbeamten Alex Möller (Reichsbahnsekretär und späterer Mitbegründer der Reichsgewerkschaft deutscher Eisenbahnbeamten und -anwärter) und wurde ebenfalls Reichsbahnbeamter. Seine Mutter war eine geborene Kohlmaier. 1922 wurde er Mitglied der SPD. In Halle an der Saale wurde er ab Januar 1923 Bezirksleiter des Deutschen Eisenbahner-Verbandes (DEV), des späteren Einheitsverbandes der Eisenbahner Deutschlands (EdED). Zugleich übernahm er 1923 die Bundesleitung der Reichsgewerkschaft deutscher Eisenbahnbeamten und -anwärter in Berlin. Nach der Fusion der Reichsgewerkschaft mit dem DEV zum EdED übernahm Möller bis 1933 diese Funktion. Von 1928 bis 1933 vertrat er als jüngster Mandatsträger den Wahlkreis Halle-Merseburg im Preußischen Landtag.
Mit Beginn der Machtübernahme der Nationalsozialisten wurde Möller verfolgt. Da er dem Gedanken eines politischen Generalstreiks gegen die beginnende NS-Herrschaft nahe stand, wurde er vom 3. Mai bis 22. Mai 1933 in sogenannte Schutzhaft in Halle an der Saale genommen. Danach stand er unter Polizeiaufsicht und war Repressalien der Gestapo ausgesetzt. Während der Zeit des Nationalsozialismus bestritt er seinen Lebensunterhalt als Versicherungsvertreter, zunächst bei der deutschen Niederlassung der international tätigen „Phoenix“, dann nach deren Verbot im Jahre 1936 bis 1944 im Außen- und Innendienst für die Karlsruher Lebensversicherungs AG. Er arbeitete sich bis zum Organisationschef und stellvertretenden Vorstandsmitglied hoch. Für kurze Zeit leitete er in Gotha einen Ausweichbetrieb der Karlsruher Lebensversicherungs AG.

### Nach dem Krieg
Nach Kriegsende galt sein Interesse dem Wiederaufbau der Karlsruher Lebensversicherung AG, deren Vorstandsvorsitz er 1945 übernahm und bis 1969 innehatte.
Möller gehörte ab 1946 der Verfassunggebenden Landesversammlung bzw. dem Landtag von Württemberg-Baden an (von 1950 bis 1961 als Fraktionsvorsitzender), zunächst für den Wahlkreis Karlsruhe-Land, ab 1950 für den Wahlkreis Karlsruhe-Stadt. 1952 zog er als Landtagsabgeordneter in den Landtag von Baden-Württemberg ein, dem er bis zum 5. Oktober 1961 angehörte. Wegen seiner Wahl in den Deutschen Bundestag legte er sein Mandat nieder. Sein Nachfolger wurde Walther Wäldele.
Möller war Mitglied im Präsidium der SPD und wurde 1958 in den Bundesvorstand der SPD gewählt. 1960 reiste er zusammen mit Klaus Schütz in die USA, um sich John F. Kennedys Wahlkampfideen für die Präsidentschaftswahlen am 8. November 1960 abzuschauen. Von 1962 bis 1966 war er Vorsitzender des SPD-Landesverbandes Baden-Württemberg. Er selbst trat zur Bundestagswahl nicht im Wahlkreis Karlsruhe, sondern Heidelberg an. Dort war er 1964 bis 1969 und 1972 bis 1976 stellvertretender Fraktionsvorsitzender. Über einen sicheren Platz auf der Landesliste der SPD Baden-Württemberg zog er 1961 in den Bundestag ein, dem er bis 1976 angehörte.
Sein Ziel, der Posten des Bundesfinanzministers, war in der Großen Koalition (1966–1969, Kabinett Kiesinger) jedoch an Franz Josef Strauß gegangen. 1966 musste Möller nach schwachen Wahlergebnissen bei der Bundestagswahl 1965 den Vorsitz des SPD-Landesverbandes Baden-Württemberg aufgeben, weil er sich laut innerparteilichen Kritikern nicht genug in der Landespolitik engagiert hatte.
Bei der Bundestagswahl am 28. September 1969 gewann er erstmals das Direktmandat im Bundestagswahlkreis Heidelberg.
Möller pflegte gute Kontakte zum Hockenheimer Bürgermeister Kurt Buchter und enge Beziehungen zur Stadt Hockenheim. Der Bau einer Wohnanlage mit 191 Wohnungen in der in seinem Wahlkreis gelegenen Stadt wird Möller zugeschrieben.

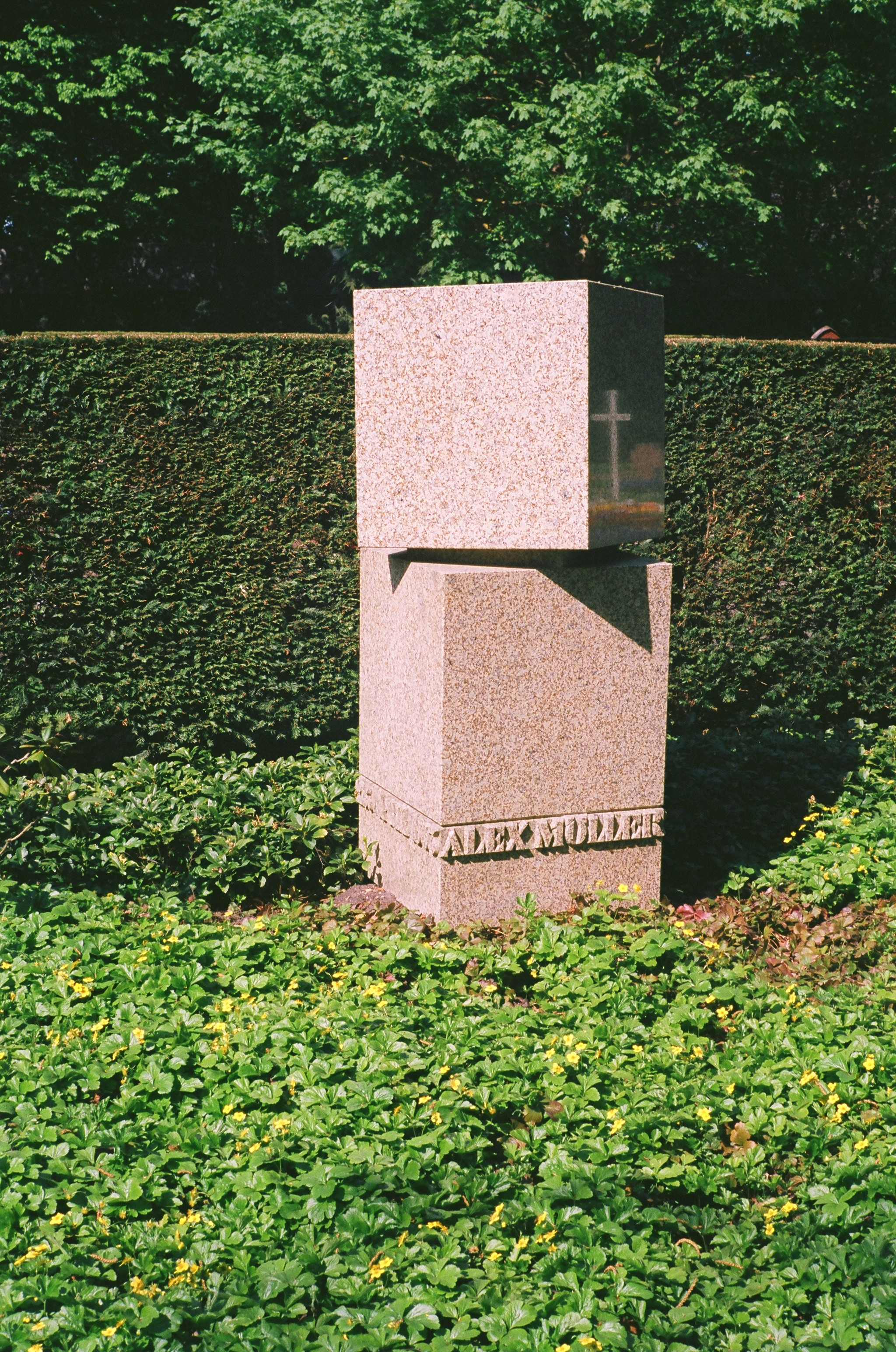
Grabmal Alex Möller

In der sozialliberalen Koalition wurde Möller Bundesfinanzminister im Kabinett unter Bundeskanzler Willy Brandt, was seine politische Karriere krönte. Da Möller 1971 die wachsenden Ausgaben der anderen Ministerien nicht tragen wollte und die Stabilität der Finanzen in Gefahr sah, reichte er am 12. Mai 1971 ein Rücktrittsgesuch beim Bundeskanzler ein, der dieses annahm. 1972 kandidierte er abermals für den Bundestag und übernahm den stellvertretenden Fraktionsvorsitz und den Vorsitz im Arbeitskreis „Öffentliche Finanzwirtschaft“. Zu den Vorstandswahlen der SPD 1973 trat er nicht mehr an, blieb aber seiner Partei als Vorsitzender der Kontrollkommission bis 1979 eng verbunden.
1976 strebte er aus Altersgründen kein neues Bundestagsmandat mehr an. Bis in die frühen 1980er Jahre blieb Möller politisch tätig, z. B. im Auftrag der Regierung Schmidt als Berater der ägyptischen Regierung, in weiteren Parteiämtern (so ab 1980 als Vorsitzender des Seniorerates der SPD) und als Aufsichtsratsvorsitzender und Aufsichtsratsmitglied verschiedener Gesellschaften; auch saß er im Verwaltungsrat des Süddeutschen Rundfunks, dessen Vorsitz er 1951–1969 innehatte. In dieser Funktion war er auch Initiator der Schwetzinger Festspiele, die seit 1952 vom Süddeutschen Rundfunk bzw. deren Nachfolgeanstalt veranstaltet werden. Er war zudem Mitglied der Kuratorium Kunststiftung Baden-Württemberg GmbH und des Beirats der Stiftung Bundeskanzler-Adenauer-Haus.
Aufgrund seiner Tätigkeit für die Karlsruher Lebensversicherung AG wurde ihm der Spitzname „Genosse Generaldirektor“ zuteil, den er auch als Titel seiner 1978 erschienenen Memoiren verwendete.
Alex Möller war evangelisch und verwitwet. Sein Grab befindet sich in Karlsruhe auf dem Friedhof Rüppurr, direkt neben dem Grab des ehemaligen Karlsruher Oberbürgermeisters Otto Dullenkopf. Der Grabstein von Alex Möller wurde von dem Bildhauer Otto Herbert Hajek gestaltet.

## Ehrungen und Auszeichnungen
- 1949: Ehrensenator der TH (Universität) Karlsruhe
- 1953: Dr. Ing. E. h. TH (Universität) Karlsruhe
- 1954: Großes Verdienstkreuz (1953) mit Stern (1963) und Schulterband (1968) der Bundesrepublik Deutschland
- 1955: Ehrensenator der Universität Mannheim
- 1957: Dr. rer. nat. h. c. Universität Freiburg
- 1969: Benennung zu Lebzeiten der Alex-Möller-Straße und der Alex-Möller-Wohnanlage in Hockenheim[3]
- 1973: Professorentitel des Landes Baden-Württemberg
- 1975: Verdienstmedaille des Landes Baden-Württemberg[4]
- 1976: Großkreuz des Verdienstordens der Bundesrepublik Deutschland
- 1976: DRK-Ehrenzeichen I. Klasse
- 1976: Großes Goldenes Ehrenzeichen am Bande der Republik Österreich für Verdienste um die Republik Österreich
- 1981: Ehrenbürger der Stadt Karlsruhe
- 1983: Bürgermedaille der Stadt Heidelberg
- 1985: Bayerischer Verdienstorden
- Großkreuz des Verdienstordens von Liberia
- Großkreuz des Nil-Ordens der Arabischen Republik Ägypten
- Benennung einer Straße in Hockenheim

## Veröffentlichungen
- Tatort Politik. Droemer Knaur, München u. a. 1982, ISBN 3-426-26060-3.
- mit Robert Schwebler: Schuld durch Schulden? Nutzen und Grenzen der Staatsverschuldung. Droemer Knaur, München u. a. 1981, ISBN 3-426-26048-4.
- Genosse Generaldirektor. Droemer Knaur, München u. a. 1978, ISBN 3-426-05610-0.
- Ein Arbeitsleben für die Assekuranz. 1973.
- als Hrsg.: Versicherungswirtschaft; Versicherungsrecht.
- Reichsfinanzminister Matthias Erzberger und sein Reformwerk (= Blickpunkt Finanzen. Informationshefte des Bundesministeriums für Wirtschaft und Finanzen, Bonn. Heft 7, ZDB-ID 507154-9). Herausgegeben vom Bundesministerium für Wirtschaft und Finanzen. Wilhelm Stollfuss in Kommission, Bonn 1971 (zum 50. Todestag).
- In Gedenken an Reichsfinanzminister Rudolg Hilferding. 1971 (zum 30. Todestag).
- Kommentar zum Gesetz für Förderung der Stabilität und Wachstums der Wirtschaft. 1968; 2. Auflage 1969.
- Unruhige Zeiten. 1963.
- Währung und Außenpolitik. 1963; 4. Auflage 1968 (auch englisch)
- Bilanz über die Erbschaft. 1947.
- Der Weg in die Zukunft. 1945.